# Montels (Tarn)
Montels (okzitanisch Montelhs) ist eine südfranzösische Gemeinde mit 109 Einwohnern (Stand 1. Januar 2022) im Département Tarn in der Region Okzitanien. Die Gemeinde gehört zum Arrondissement Albi und zum Kanton Vignobles et Bastides. Die Bewohner werden Montélois und Montéloises genannt.

## Geografie
Montels liegt in der Région naturelle Gaillacois, etwa 21 Kilometer westnordwestlich von Albi und etwa 55 Kilometer nordöstlich von Toulouse. Umgeben wird Montels von den Nachbargemeinden Cahuzac-sur-Vère im Norden und Osten sowie Broze im Süden und Westen.

## Bevölkerungsentwicklung
| Jahr                       | 1962 | 1968 | 1975 | 1982 | 1990 | 1999 | 2006 | 2013 | 2020 |
| Einwohner                  | 106  | 91   | 84   | 77   | 75   | 86   | 107  | 103  | 104  |
| Quellen: Cassini und INSEE |      |      |      |      |      |      |      |      |      |

## Sehenswürdigkeiten
- Kirche Notre-Dame